# Amarelli
L’Amarelli è un'azienda familiare nata a Rossano (CS) volta alla coltivazione, raccolta e lavorazione della liquirizia. L'azienda è attiva dal 1731, ma già nel Cinquecento la famiglia praticava questa attività.

## Storia

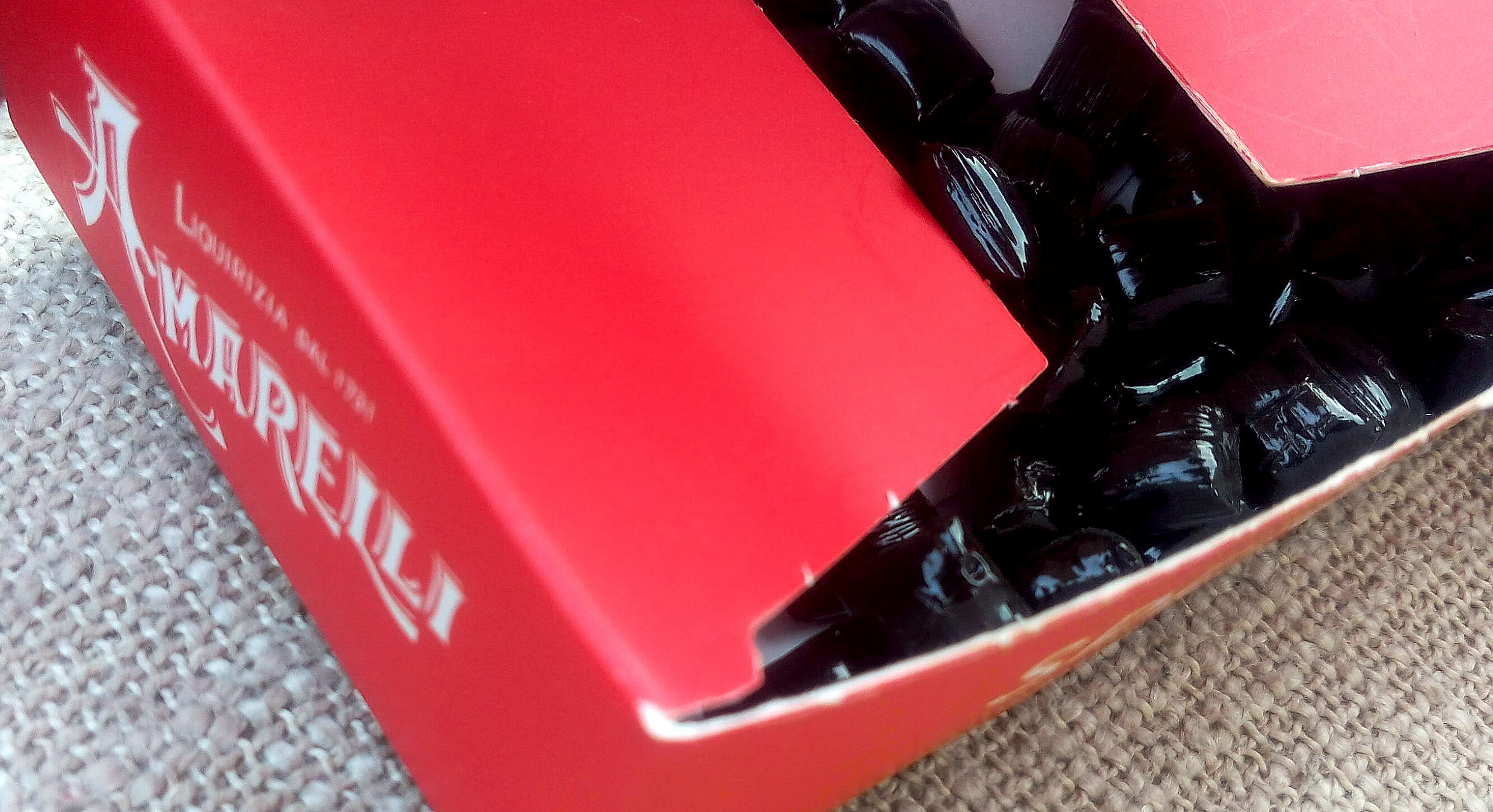
Liquirizia "Spezzatina" Amarelli

La famiglia Amarelli, ricchi proprietari terrieri, vanta antiche tradizioni nobiliari.
Già dal XVI secolo la lavorazione della radice di liquirizia si era affiancata, come attività secondaria, alle principali produzioni agricole praticate nei vasti latifondi della famiglia. Tale attività consentiva nei periodi di riposo dei terreni dovuti alla rotazione delle colture, sia lo sfruttamento dei fondi, sia l'impiego della manodopera bracciantile. Nel 1731 le fonti attestano la fondazione del concio – la fabbrica di liquirizia – degli Amarelli.
A partire dal Settecento, e fino ai primi decenni del Novecento, sul versante ionico della provincia di Cosenza si concentrava la gran parte della produzione nazionale di succo di liquirizia. Le particolari condizioni del clima e dei terreni, che favorivano la copiosa crescita spontanea della pianta, utilizzata, oltre che per usi farmaceutici, anche nell'industria dolciaria, liquoriera e nella concia dei tabacchi, conferivano al prodotto calabrese una qualità eccellente. Oltre a quello degli Amarelli, nel Cosentino operavano altri conci, tutti appartenenti a famiglie di proprietari terrieri. Nella prima metà dell'Ottocento la produzione locale rappresentava il 70% di quella nazionale. Alla fine del secolo l'estratto veniva venduto sia sul mercato interno, sia su quello estero (in particolare in Belgio, Regno Unito  e Olanda).
Nei primi decenni del Novecento, l'industria cosentina della liquirizia cominciò ad accusare segni di declino, ma la vera crisi del settore arrivò negli anni trenta, a causa del basso livello di investimenti e dell'agguerrita concorrenza estera, in particolare quella del colosso dolciario statunitense Mac Andrews and Forbes che, trasformando all'estero la materia prima acquistata in Calabria, sottrasse risorse all'industria calabrese.
Quando, nel 1924, i tre fratelli Amarelli subentrarono al padre nella gestione dell'azienda, la fabbrica aveva già subito una consistente ristrutturazione e una prima meccanizzazione, che permisero all'impresa di fronteggiare le incertezze della crisi imminente. Il processo produttivo tradizionale era estremamente articolato le fasi principali consistevano nel lavaggio, nel taglio, nella molazzatura, nella bollitura e nella pressatura.
L'ingresso dei tre fratelli Amarelli nella conduzione dell'impresa impose una riorganizzazione della gestione aziendale: nella nuova società il maggiore, Fortunato, si dedicò all'amministrazione, Pasquale alla commercializzazione e Giuseppe assunse la direzione della produzione, con l'intento di modernizzarla e renderla un vero processo industriale. In Italia la rete commerciale si estese al Nord, con uffici a Torino, Milano e Trieste, mentre Giuseppe alternò la gestione dello stabilimento con frequenti viaggi in Italia e all'estero, soprattutto nel Regno Unito, diretti a stabilire rapporti con importatori capaci di assicurare alla produzione aziendale gli sbocchi sui grandi mercati europei.
Nella seconda metà degli anni venti la ditta Amarelli esportava nel Regno Unito, in Belgio e in Francia; sul mercato nazionale figuravano tra i principali clienti, nei primi anni Trenta, importanti ditte torinesi come Schiapparelli, Venchi & C. e Leone.
La concorrenza estera, sempre più pressante, indusse Amarelli ad ampliare la gamma dei prodotti e ad avviare la produzione di un surrogato (la liquirizia con aggiunta di amidi) commercializzato con il marchio Lealmair, che permise di sostenere il fatturato senza svilire il prestigio del marchio principale, rappresentato dal nome della famiglia.
L'impegno principale di Giuseppe Amarelli era comunque diretto all'ampliamento e al perfezionamento del ciclo di produzione. Nel 1931 impiantò gli estrusori meccanici per filare la pasta (attività svolta, fino ad allora, da 46 lavoratrici). Negli anni quaranta installò nuove caldaie a vapore per incrementare la produzione di estratto. Grazie alle innovazioni introdotte, l'attività venne sottratta alla stagionalità dei raccolti e la produzione aumentò sensibilmente.
I continui investimenti e le conseguenti economie di scala permisero all'azienda di fronteggiare la grave crisi che portò, nei primi anni cinquanta, alla progressiva scomparsa delle vecchie fabbriche calabresi. Fu in quegli anni, infatti, che la produzione della liquirizia per usi alimentari passò a nuove imprese di maggiori dimensioni, come la Saila (Società per azioni industria liquirizia abruzzese, costituita nel 1937).
Durante gli anni sessanta Giuseppe Amarelli proseguì il programma di ristrutturazione e aggiornamento tecnologico del processo produttivo. Progettò personalmente un nuovo sistema di estrazione a vapore, commissionando una serie di prototipi per la messa a punto del processo. Nei primi anni settanta, approfondendo lo studio delle nuove tecnologie, compì una serie di visite nelle principali imprese meccaniche europee. Pur mantenendo inalterata la qualità dell'estratto, la meccanizzazione migliorò l'efficienza della fabbrica, con un impiego sensibilmente inferiore di manodopera. L'interesse di Amarelli per l'applicazione delle nuove tecnologie portò anche a una prima automazione del processo produttivo: nel 1974 commissionò un sistema computerizzato (a schede perforate) di comando del ciclo di cottura della radice.
Dal 1980, in seguito alla morte dei fratelli, Giuseppe Amarelli continuò l'attività imprenditoriale attraverso una ditta individuale. Negli anni ottanta il marchio Amarelli aveva ormai consolidato una notorietà internazionale. I suoi prodotti conoscevano ampia diffusione, oltre che in Europa, negli Stati Uniti d'America, in Canada e in Australia.
Fra i vari prodotti vi erano i tipici assabesi, caramelle gommose alla liquirizia e anice a forma di faccia o animali. L'origine del termine assabesi va fatto risalire al 1884, quando, in occasione dell'Esposizione Generale Italiana di Torino, furono mostrati alcuni abitanti della baia di Assab, nel Corno d'Africa.
La liquirizia Amarelli viene commercializzata in tutta Italia e anche all'estero. Nel 2001 è stato aperto il museo della liquirizia "Giorgio Amarelli" dove è raccontata la storia della liquirizia e sono esposti tutti gli strumenti utilizzati per la lavorazione della liquirizia dal Settecento.

## Archivio
La documentazione prodotta dalla famiglia Amarelli nel corso della propria attività industriale è conservata presso la sede del museo a Rossano, nel fondo omonimo (estremi cronologici: 1445-1986). L'archivio Amarelli è stato dichiarato di alto interesse storico dal Ministero per i beni culturali nel 2012.